# Mercè Rodoreda
Mercè Rodoreda i Gurguí, née à Barcelone le 10 octobre 1908 et morte à Gérone le 13 avril 1983, est une femme de lettres espagnole, autrice de romans, de nouvelles et de pièces de théâtre. Son œuvre, notamment La Place du Diamant (La Plaça del Diamant), a été traduite du catalan en plus de trente-cinq langues.

## Biographie
Née en 1908 à Barcelone, fille unique née de parents épris de littérature, son enfance est marquée par la figure de son grand-père maternel, Pere Gurguí, qui lui inculque un profond sentiment catalaniste qui l'accompagnera tout au long de sa vie. En 1928, à l'âge de vingt ans, elle se marie avec son oncle, Joan Gurguí, de quatorze ans son aîné et avec qui elle eut son seul enfant, Jordi, en 1929.
Son mariage est un échec. Cherchant un moyen d'échapper à une vie trop monotone, Mercè Rodoreda le trouve dans la littérature. Elle fait ses premiers pas en collaborant à de nombreuses publications telles que La Veu de Catalunya, La Publicitat ou Mirador. Elle écrit quatre romans que, des années plus tard, elle rejettera, les considérant comme les fruits de son manque d'expérience. Elle ne sauve du lot qu'Aloma (1937). Cependant, elle le récrit en 1969, en le transformant radicalement, jusqu'au point d'en faire une œuvre complètement différente.
Quand la guerre civile espagnole éclate, Rodoreda collabore avec le Commissariat de propagande de la Généralité de Catalogne. Elle se sépare de son mari en 1937.
En 1939, elle s'exile en France. Croyant que son exil sera de courte durée, raison pour laquelle elle laisse son fils à Barcelone, à la charge de sa mère, Montserrat Gurguí, elle s'installe, comme d'autres intellectuels et écrivains catalans, à Roissy-en-Brie, près de Paris, qu'elle doit fuir dès le début de la Seconde Guerre mondiale. Après de nombreux déplacements en France, elle part pour la Suisse, plus précisément à Genève, en compagnie de son amant Joan Prat, critique littéraire plus connu sous le pseudonyme d'Armand Obiols.
C'est à Genève qu'elle écrit le plus célèbre de ses romans, La Place du Diamant (La Plaça del Diamant, 1962),,,, considéré comme le roman le plus important de la littérature catalane d'après-guerre . Il a pour cadre le quartier de Gràcia, à Barcelone, et raconte l'histoire de Colometa, une femme -comme tant d'autres- dont les rêves et la vie sont brisés par la guerre. La Place du Diamant est à la fois un roman historique, psychologique et un roman de mœurs. De son exil en Suisse datent également le roman Rue des Camélias (El carrer de les Camèlies), qui rempote le Prix Sant Jordi en 1966, ainsi que le recueil Une baleine nommée Cristina et autres nouvelles (La meva Cristina i altres contes, 1967).
En 1972, après la mort de son compagnon à Vienne, elle rentre en Espagne. Elle s’installe à Romanyà de la Selva, dans la maison de campagne de Carme Manrubia, en compagnie de Susina Amat, deux amies datant de l'époque où elle travaillait au Commissariat de propagande de la Généralité de Catalogne. Elle y achève son œuvre la plus ambitieuse, Mirall trencat (1974) et le recueil de contes Viatges i flors (1980). 
Son dernier roman, Tant et tant de guerre (Quanta, quanta guerra...), est publié en 1980, date à laquelle Rodoreda reçoit le Prix d’honneur des lettres catalanes. Cette année-là, elle abandonne la maison de campagne de Manrubia où elle avait écrit ses trois dernières œuvres et elle emménage dans une petite maison de campagne qu’elle avait pu faire construire à Romanyà de la Selva, à côté de celle de Manrubia. 
Mercè Rodoreda meurt à Gérone, victime d’un cancer, en 1983. On l’enterre, selon ses volontés, au cimetière de Romanyà de la Selva.

## Œuvre

### Romans et nouvelles
- Soc una dona honrada? (1932)
- Del que hom no pot fugir (1934)
- Un dia de la vida d'un home (1934)
- Crim (1936)
- Aloma (1938)
- Vint-i-dos contes (1958)
- La Plaça del Diamant (1962) La Place du Diamant, traduit par Bernard Lesfargues avec la collaboration de Pierre Verdaguer, Paris, Gallimard, 1971[6] ; réédition, Paris, Gallimard, coll. « L'Imaginaire » no 531, 2006
- El Carrer de les Camèlies (1966) Rue des Camélias, traduit par Bernard Lesfargues, Paris, Éditions Le Chemin Vert, 1986 ; réédition, Saint-Maurice-es-Allier, Éditions Tintablava, coll. « Domaine catalan » no 7, 2005
- Aloma (nouvelle version, 1969) Aloma, traduit par Bernard Lesfargues, Paris, Éditions Jacqueline Chambon, coll. « Les Romanesques », 1989
- Jardí vora el mar (1967)Le jardin sur la mer, traduit du catalan par Edmond Raillard, Paris, Éditions  Zulma, 2025
- La meva Cristina i altres contes (1967) Une baleine nommée Cristina et autres nouvelles, traduit par Bernard Lesfargues, Canet, Éditions  Trabucaire, 2003
- Mirall trencat (1974) Miroir brisé, traduit par Bernard Lesfargues, Paris, Éditions Autrement, 2011
- Semblava de seda i altres contes (1978) Comme de la soie, traduit par Christine Maintenant et Claude Bleton, Arles, Actes Sud, coll. « Lettres hispaniques », 1991
- Viatges i flors (1980) Voyages et Fleurs, traduit par Bernard Lesfargues, illustrations de Gabrielle Cornuault, Gardonne/Vichy, coédition Fédérop/Librairie La Brèche, 2013
- Quanta, quanta guerra... (1980) Tant et tant de guerre, traduit par Bernard Lesfargues, Paris, Aralia, 1996 ; réédition, Paris, Gallimard, coll. « L'Imaginaire » no 570, 2008
- La mort i la primavera (1986) La Mort et le Printemps, traduit par Christine Maintenant et Claude Bleton, Arles, Actes Sud, coll. « Lettres hispaniques », 1995 ; réédition, Paris, Gallimard, coll. « L'Imaginaire » no 569, 2008
- Isabel i Maria (posthume, 1991)
- Cuentos para niños (2019) Elle m'a dit, sorcière !. Recueil de nouvelles traduites par Bernard Lesfargues, éd. La Brèche, 2001. Le volume contient Une lettre (Una carta), La Bonne d'enfants (La mainadera), La Salamandre (La salamandra)

### Théâtre
- La Senyora Florentina i el seu amor Homer (1953)
- Un dia (1959)
- L'hostal de les tres Camèlies (1973)
- El parc de les magnòlies (1976)
- El maniquí (1979)
- El torrent de les flors (posthume, 1993)

## Distinctions
- 1966 : Prix Sant Jordi du roman pour El carrer de les Camèlies.